# École pour l'informatique et les techniques avancées
École pour l'informatique et les techniques avancées (EPITA) är en fransk Grande École som utexaminerar databehandling ingenjörer. Den är belägen i Parisförorten Le Kremlin-Bicêtre, Villejuif, Lyon, Rennes, Strasbourg, Toulouse och La Défense. EPITA är medlem av IONIS Education Group.

## Utbyte
Flera svenska tekniska högskolor har utbyte med EPITA.